# Mallotus millietii
Mallotus millietii är en törelväxtart som beskrevs av Augustin Abel Hector Léveillé. Mallotus millietii ingår i släktet Mallotus och familjen törelväxter. Inga underarter finns listade i Catalogue of Life.